# Ана Бретшнајдер
Ана Бретшнајдер (Панчево, 29. март 1979) српска је глумица.

## Биографија
Завршила је Гимназију „Урош Предић” у родном Панчеву, где је била чланица драмског студија. Глуму је дипломирала на Факултету драмских уметности у Београду, у класи професора Владимира Јевтовића. С њом су студирали Јелена Илић, Јелена Јовичић, Нина Лазаревић, Катарина Ерић, Нина Павловић, Милена Стошић, Андреа Сењанин, Срђан Ј. Карановић, Петар Михаиловић, Марко Степановић, Лазар Стругар, Мрђан Огњановић и Никола Вујовић. Била је у поставци представе Бура, редитеља Слободана Унковског, док је по завршетку студија играла у разним позориштима као и Културном центру Панчева. У том периоду је остварила и улоге у филмовима Волим те највише на свету, Кад порастем бићу Кенгур, Чарлстон за Огњенку и На лепом плавом Дунаву. Неколико година је била сарадница Народног позоришта у Ужицу, а затим је постала чланица ансамбла Народног позоришта Тимочке крајине „Зоран Радмиловић”.
Удата је за колегу Милоша Танасковића и има ћерку.
Награђена је Златном колајном на 43. по реду Фестивалу монодраме и пантомиме за ауторску монодраму Линија.
Написала је и објавила књигу поезије и поетске прозе под називом Гинко логореја.

## Улоге

### Позоришне представе
| Наслов                          | Улога                                | Редитељ                   | Позориште                                            | Премијера           |
| ------------------------------- | ------------------------------------ | ------------------------- | ---------------------------------------------------- | ------------------- |
| Вишњик                          | Ања (премијерно играла Милена Васић) | Димитрије Јовановић       | Југословенско драмско позориште                      | 2. фебруар 2000.    |
| Бура                            | Миранда                              | Слободан Унковски         | Град театар                                          | 10. август 2001.    |
| Чаробњак из Оза                 |                                      | Ненад Гвозденовић         | Културни центар Панчева                              | 16. март 2006.      |
| Заборављени језик               |                                      | Ивана Ашковић             | Битеф театар                                         | 15. фебруар 2007.   |
| Мајстор и Маргарита             | Маргарита                            | Александар Лукач          | Народно позориште у Ужицу                            | 10. септембар 2009. |
| Необична пошиљка                | Гђица Палмира                        | Лилијана Арсенов Ивановић | Народно позориште у Ужицу                            | 2. децембар 2009.   |
| Саваракатину                    | Заина, Бешер, Ана Карењина           | Борис Тодоровић           | Народно позориште у Ужицу                            | 17. јун 2010.       |
| Лизистрата                      | Крићанка                             | Бранко Поповић            | Народно позориште у Ужицу                            | 8. јун 2011.        |
| Дугоња, Трбоња и Видоња         | Бабетина / Зачарана принцеза         | Немања Ранковић           | Народно позориште у Ужицу                            | 16. новембар 2011.  |
| Буђење пролећа                  | Марта, ректор                        | Мартин Кочовски           | Народно позориште у Ужицу                            | 7. март 2012.       |
| Прича                           | Ен                                   | Александар Лукач          | Народно позориште у Ужицу                            | 9. мај 2012.        |
| Боинг-Боинг                     | Јудит                                | Слободан Љубичић          | Народно позориште у Ужицу                            | 21. децембар 2012.  |
| Ко је овде крив                 | Девојчица                            | Жоро Иванов               | Народно позориште Тимочке крајине „Зоран Радмиловић” | 11. јун 2013.       |
| Скупљач                         | Ивана                                | Ирфан Менсур              | Народно позориште Тимочке крајине „Зоран Радмиловић” | 26. октобар 2013.   |
| Досије војника Чонкина          | Први глас                            | Александар Волић          | Народно позориште Тимочке крајине „Зоран Радмиловић” | 10. април 2014.     |
| Скупљачи перја                  | Ленче                                | Дарко Штетин              | Народно позориште Тимочке крајине „Зоран Радмиловић” | 24. октобар 2015.   |
| Ивица и Марица и зла вештица    | Зла вештица                          | Саша Латиновић            | Народно позориште Тимочке крајине „Зоран Радмиловић” | 4. децембар 2015.   |
| Из почетка                      |                                      | Зоран Зарубица            | Културни центар Панчева                              | 23. фебруар 2018.   |
| Линија                          |                                      | Ана Бретшнајдер           | Културни центар Панчева                              | 23. фебруар 2018.   |
| Тајанствена фиока               | Милица                               | Жоро Иванов               | Народно позориште Тимочке крајине „Зоран Радмиловић” | 15. мај 2018.       |
| Бизарно                         | Мина, Ива, Ксенија                   | Жељко Хубач               | Народно позориште Тимочке крајине „Зоран Радмиловић” | 12. јун 2018.       |
| Аудијенција и Вернисаж          | Вера                                 | Божидар Ђуровић           | Народно позориште Тимочке крајине „Зоран Радмиловић” | 14. октобар 2018.   |
| Блискост                        | Алиса                                | Снежана Удицки            | Народно позориште Тимочке крајине „Зоран Радмиловић” | 5. март 2019.       |
| Жене из Троје                   | Касандра                             | Небојша Брадић            | Народно позориште Тимочке крајине „Зоран Радмиловић” | 24. јун 2019.       |
| Monsieur Chasse или идемо у лов | Леонтина                             | Спасоје Ж. Миловановић    | Народно позориште Тимочке крајине „Зоран Радмиловић” | 4. март 2020.       |
| Ближи небу                      | Дара                                 | Жељко Хубач               | Народно позориште Тимочке крајине „Зоран Радмиловић” | 31. август 2020.    |
| Емилија Галоти                  | Грофица Орсина                       | Тара Манић                | Народно позориште Тимочке крајине „Зоран Радмиловић” | 16. октобар 2021.   |
| Лепотица Линејна                | Мери                                 | Јанко Цекић               | Народно позориште Тимочке крајине „Зоран Радмиловић” | 23. новембар 2021.  |
| Дон Жуан се враћа из рата       |                                      | Ирфан Менсур              | Народно позориште Тимочке крајине „Зоран Радмиловић” | 2. фебруар 2022.    |
| Народни посланик                | Спириница                            | Милош Јагодић             | Народно позориште Тимочке крајине „Зоран Радмиловић” | 2. март 2022.       |
| Алиса на путу за Оз             | Страшко                              | Оливера Викторовић        | Народно позориште Тимочке крајине „Зоран Радмиловић” | 13. мај 2022.       |
| Електра                         | Електра                              | Оливера Викторовић        | Народно позориште Тимочке крајине „Зоран Радмиловић” | 1. септембар 2022.  |
| Мала сирена                     | Папагај                              | Жељко Хубач               | Народно позориште Тимочке крајине „Зоран Радмиловић” | 31. октобар 2022.   |
| Женидба                         | Агафја Тихоновна                     | Јанко Цекић               | Народно позориште Тимочке крајине „Зоран Радмиловић” | 2. фебруар 2023.    |
| Чеховљева соба                  |                                      | Никола Завишић            | Народно позориште Тимочке крајине „Зоран Радмиловић” | 16. март 2023.      |

### Филмографија
|                   | 2000▼ | 2010▼ | 2020▼ | Укупно |
| ----------------- | ----- | ----- | ----- | ------ |
| Дугометражни филм | 4     | 1     | 2     | 7      |
| ТВ филм           | 0     | 0     | 0     | 0      |
| ТВ серија         | 1     | 0     | 4     | 5      |
| Кратки филм       | 0     | 1     | 0     | 1      |
| Укупно            | 5     | 2     | 6     | 13     |

| Год.    | Назив                                     | Улога               |
| ------- | ----------------------------------------- | ------------------- |
| 2000-е▲ |                                           |                     |
| 2003.   | Волим те највише на свету                 | Мима                |
| 2004.   | Кад порастем бићу Кенгур                  | Макили              |
| 2008.   | Чарлстон за Огњенку                       | Чукунбаба           |
| 2008.   | На лепом плавом Дунаву                    | Ленче               |
| 2009.   | На лепом плавом Дунаву (серија)           | Ленче               |
| 2010-е▲ |                                           |                     |
| 2015.   | Небо изнад нас                            | Виолета             |
| 2018.   | Kingdom Lost: Pale Princess (кратки филм) | Мајка               |
| 2020-е▲ |                                           |                     |
| 2020.   | Сутра је још увек јули                    | Маја                |
| 2020.   | Калуп (серија)                            | Марија              |
| 2021.   | Ургентни центар (серија)                  | Сунчица Митић       |
| 2022.   | Miss Scarlet and The Duke (en) (серија)   |                     |
| 2023.   | Камионџије д. о. о. (серија)              | Наставница немачког |
|         | Beneath the Houses                        | Ирина               |

## Награде и признања
| Година | Остварење     | Награда                                                                                  |
| ------ | ------------- | ---------------------------------------------------------------------------------------- |
| 2018.  | Линија        | „Златна колајна” за пантомиму на 43. Фестивалу монодраме и пантомиме                     |
| 2019.  | Жене из Троје | Специјална награда глумачком ансамблу представе за сценски говор на Новом Тврђава театру |
| 2022.  | Електра       | Награда Зоранов брк на 31. Данима Зорана Радмиловића                                     |